# Anders Heyerdahl
Anders Heyerdal (Aurskog, 29 oktober 1832 – aldaar 9 augustus 1918) was een Noors componist, violist, genealoog en (plaatselijk) historicus, maar vooral boer. Hij werd op 4 september 1918 begraven.

## Biografie
Anders hoort tot een Noorse roemrijke familie. Hij werd geboren binnen een boerengezin in Aurskog met vader Thorvald Heyerdahl (14 februari 1801-15 augustus 1881) en moeder Anne Sofie Andersdatter Haneborg (31 oktober 1795-20 april 1889). Hij was de broer van ingenieur Halvor Emil Heyerdahl en oom van Thor Heyerdahl. Tot slot is Anders de overgrootvader van jazzzangeres Karin Krog.
Anders Heyerdahl:
- Ander Heyerdahl huwde 25 februari 1862 Emilie Nicoline Franzdatter:
- dochter Halfrid Heyerdahl (amateurzangeres) huwde Arnt Ragnild Naess
- dochter Inger Ragnhild Naess huwde Eilif Krog
- dochter Karin Krog

De eerste muzieklessen ontving hij van zijn vader, die een klein orkest leidde. Daarnaast kreeg hij lessen van Niels Fredrik Ursin en violist Fredrik Ursin (vader en zoon). Hij kreeg harmonieleer van de Duitse componist Carl Arnold. Hij was violist in het orkest van het Nationaltheatret, maar ook pianostemmer. Heyerdahl schreef vooral binnen de kamermuziekgenres en dan voornamelijk gerelateerd aan de Noorse volksmuziek en dan weer met name uit zijn geboortestreek. Hij verzamelde volksliedjes (Norske danse og slåter 1856-1861). Toen Ludvig Mathias Lindeman begon aan het verzamelen van de algehele Noorse volksmuziek, nam hij een aantal werken van Heyerdal in zijn verzameling op. Heyerdahl zelf schreef niet veel werken; hij had het te druk met bijvoorbeeld het boerenleven en de geschiedenis van zijn woonomgeving. Zijn muziek hoort bij het romantische repertoire, maar is bijna geheel vergeten. Hij speelde in het privéstrijkkwartet van Johan Svendsen. Op 3 december 1913 was er een concertavond aan hem gewijd in de Bøndernes Hal concertzaal. Het concert werd de volgende dag voorzien van een recensie door Hjalmar Borgstrom.
Voor wat betreft de cultuurhistorie verscheen in 1882 zijn Urskogs Beskrivelse over het dagelijks leven in Aurskog (Urskog).

## Belangrijkste werken
Tot de belangrijkste werken van Heyerdahl behoren:
- Sonate voor viool en piano (1882)
- Symfonische ouverture (1916)
- Strijkkwartet in d mineur
- Strijkkwartet nr. 1
- Pianokwintet
- Nissespel
  - een versie voor viool solo opgedragen aan Ole Bull (1859)
  - een versie voor viool en piano (1902)
- Sommerkveld-idyl (1907) een compositie voor vioolsolo, uitgegeven door Oluf By in december 1907
- Revelje fra 1808 og Norsk Tappenstreg 1905

- Bibsys: 5044322
- International Standard Name Identifier: 0000 0000 4517 6254
- KulturNav: 26934359-500a-46de-a52d-4cba5defdbcd
- Library of Congress Control Number: n97874816
- MusicBrainz: a669fb26-af5f-4411-ae6a-02f464b846ad
- Virtual International Authority File: 4237249
- WorldCat: E39PBJcKJMgxMPJ8jDJpM3DQbd